# Trinitario González de Quijano
Trino (Trinitario) María González de Quijano Iturregui (Guetaria, 1807 - Alicante, 1854) fue un político español, gobernador civil de Alicante.

## Biografía
El 16 de agosto de 1854, es nombrado oficialmente gobernador civil de Alicante, Trinitario María González de Quijano, un vasco de Guetaria que contaba 47 años de edad. Su predecesor en el cargo, José María Montalvo, había dimitido unos días antes por problemas políticos en el país.
Una semana antes, el 9 de agosto de 1854, se produjeron en Alicante los primeros casos de una extraña enfermedad: el cólera morbo. Este trastorno infectocontagioso del intestino delgado se trasmitía a través de la comida y el agua contaminada de la ciudad. En apenas unas horas, los alicantinos que enfermaban pasaban de los vómitos, diarreas y calambres, a la muerte. Más de 18 000 habitantes fueron infectados en los primeros días.
Una parte importante de la población había escapado a los pueblos y fincas de los alrededores, pensando que la enfermedad quedaría atrapada entre las murallas de Alicante. Pero se equivocaron. La plaga acabó invadiendo toda la provincia. La ignorancia sobre el cólera y la falta de higiene entre los alicantinos, provocaron 1964 muertes en los 47 días que duró la epidemia. 

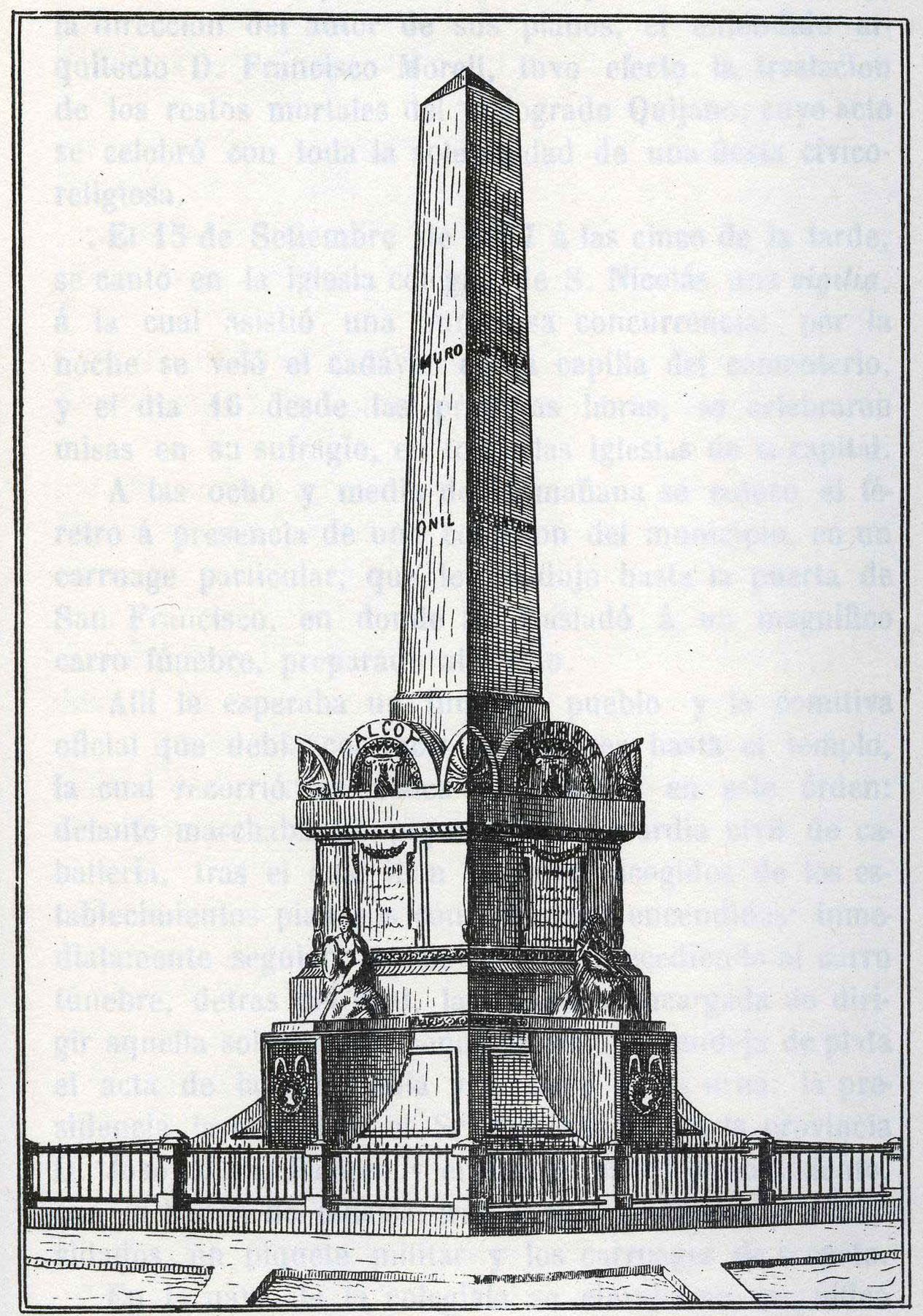
Dibujo del Mausoleo en "Reseña histórica de la ciudad de Alicante" (1863) de Nicasio Camilo Jover.

## Labor
El 23 de agosto de 1854, Quijano publicó un edicto en el que obligaba la apertura de todos los establecimientos públicos y tiendas de comestibles, advirtiendo duros castigos y sanciones a los especuladores que vendan artículos de primera necesidad a sobreprecio.Y lo pido con la franqueza proverbial de los vascos. Ese mismo día, escribió al obispo de la diócesis, Félix Herrero Valverde, denunciándole por la huida de la ciudad de la mayoría de los sacerdotes e instándole a que les obligara a retornar y que se personase en Alicante en un plazo de 48 horas para ayudarle a confortar a los enfermos y dar ejemplo.
En su frenética actividad, se reunió con los facultativos para poner en marcha un plan de asistencia médica dando de su propio bolsillo dinero a las familias más pobres para que compraran alimentos. Es entonces cuando redactó otro edicto en el que obligaba a la fabricación de horchata de arroz día y noche para servicio público y de enfermos.
Quijano también mandó despachar recetas gratis de medicamentos (que luego abonaría el Gobierno), concedió ayudas económicas de tres reales diarios a las familias consideradas pobres de solemnidad, otorgó exención del pago de tributos y prohibió los cordones sanitarios que mantenían aislado a Alicante. Todo ello, mientras acudía a visitar a los enfermos, que textualmente se le morían en sus brazos.
Aquella semana, del 23 al 29 de agosto, fue una de las más terribles de la historia de Alicante: morían más de 110 alicantinos al día, siendo el 24 de agosto la fecha de mayor número con 140 fallecidos. La epidemia se extendió por toda la provincia: Alcoy, Cocentaina, Monforte del Cid...

## Fallecimiento
El desempeño ejemplar de sus funciones llegó pronto a oídos de la corte de Isabel II, que le concedió el 5 de septiembre la Gran Cruz de Isabel La Católica. Pero él siguió con su actitud heroica, estableciendo guardias de tres médicos y cuatro practicantes en los bajos del Ayuntamiento entre las diez de la noche y las cinco de la madrugada. El 14 de septiembre, exhausto y agotado por sus viajes a través de la provincia de Alicante, enfermó de cólera. Los médicos tuvieron la amarga decisión de diagnosticarle la infección cuando ya remitían los síntomas entre la población.
Sé que voy a morir, pero muero contento porque voy a ser yo el último de la procesión. Enterado ese mismo día que el pueblo de Castalla estaba sucumbiendo a la enfermedad y carecía de médico, pidió su caballo para acudir con personal sanitario. Pero fue imposible. Ya se encontraba muy grave.
Delirando y entre grandes sufrimientos, expiró a la una y cuarto de la madrugada del día 15 de septiembre.
Fue enterrado en el panteón de la Iglesia de Santa María.
Muerto Quijano, nacía su leyenda que aún hoy perdura.

## Monumento

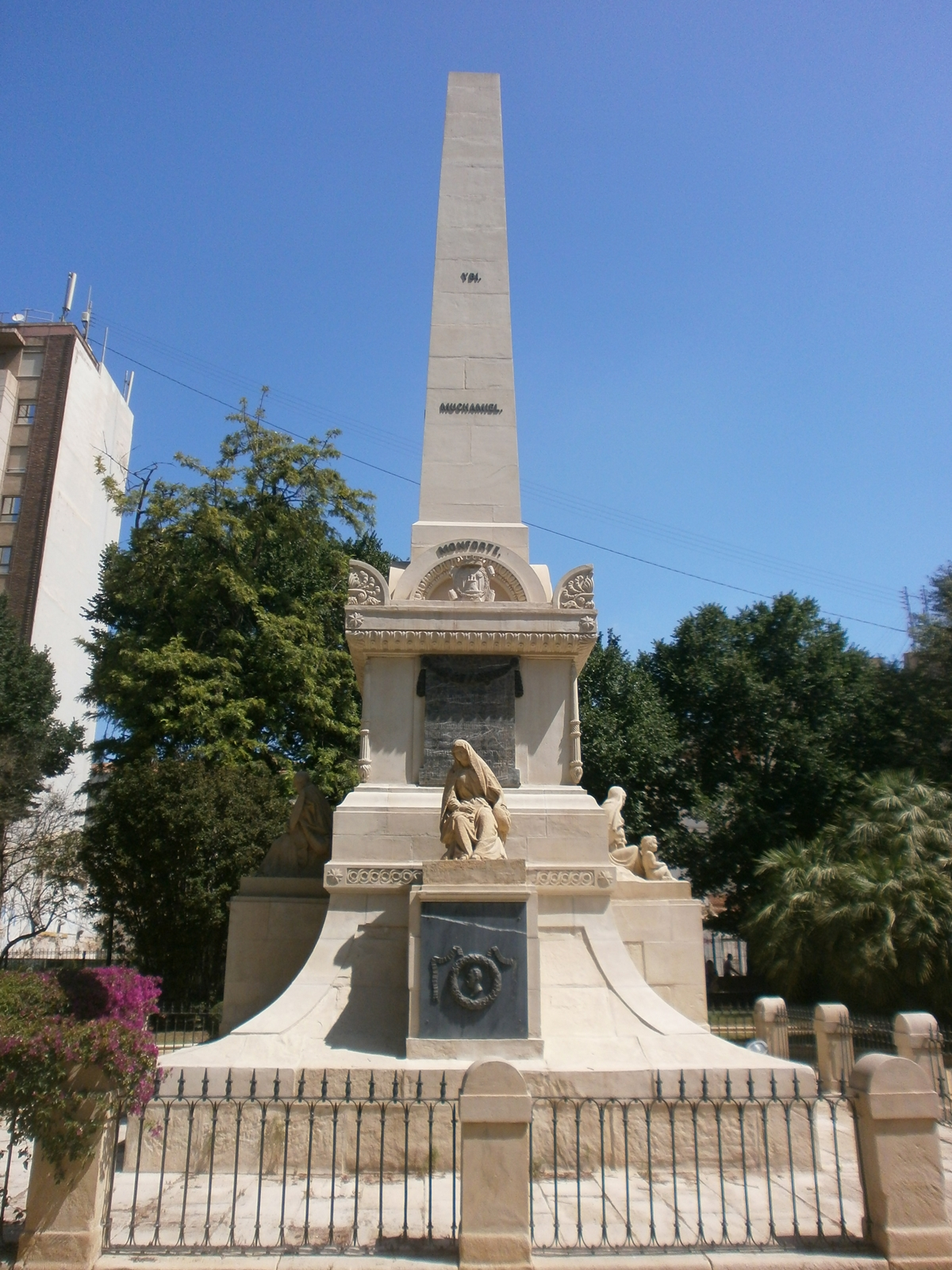
Monumento del Panteón de Quijano

Un grupo de personalidades de la ciudad decidió entonces elevar un monumento en recuerdo y gratitud del pueblo a su memoria, en el parque de Quijano.
Francisco Morell y Gómez (fallecido en Alicante en 1874), arquitecto municipal de Alicante; realizó el proyecto para el monumento a Quijano que terminó dos años más tarde. 
José Guardiola Picó, arquitecto municipal de Alicante (1865-1905), fallecido en 1909, realizó en 1865 la cancela y rejas del Panteón de Quijano.
La primera piedra no se pondría hasta el 17 de junio de 1855 y los gastos se sufragaron por suscripción popular. Hasta el 16 de septiembre de 1857 no se inauguraría oficialmente, aunque faltaron numerosos elementos decorativos que no se concluyeron hasta 1880, veintiséis años después de su fallecimiento.

"el 17 de Julio de 1855 se colocó la primera piedra del monumento que Alicante ha consagrado a la memoria de (…) Trino González de Quijano."

La ceremonia fue presidida por el gobernador civil y hubo lectura de composiciones en prosa y verso.
Dos años después, terminado el mausoleo bajo la dirección del arquitecto Francisco Morell, tuvo lugar el traslado de los restos mortales de Quijano, en acto solemne cívico-religioso el 16 de septiembre de 1857. 
Su monumento representa alegóricamente las virtudes filantrópicas del fallecido: la fe, el valor, la caridad y la templanza.

## Iconografía
- Un retrato de Quijano intercalado entre las págs. 368-369 de Vicente Ramos (1971): "Historia de la provincia de Alicante y de su capital". Alicante, Diputación Provincial.  Se trata de un dibujo del XIX sin fuente de procedencia citada.
- Un dibujo del mausoleo intercalado en las págs. 276-277 de la obra de Nicasio Camilo Jover "Reseña histórica de la ciudad de Alicante" (1863).